# Кейси, Томми
То́мас Кейси (англ. Thomas Casey; 11 марта 1930, Комбер, Даун — 13 января 2009, Сомерсет, Юго-Западная Англия) — североирландский футболист и футбольный тренер, играл на позиции флангового полузащитника. Участник чемпионата мира 1958 года.

## Биография

### Клубная карьера
Начинал карьеру в клубе «Бангор», за который играл непродолжительное время. В мае 1949 года перешёл в «Лидс Юнайтед», но с этой командой он не добился каких-либо успехов. В августе 1950 года перешёл в «Борнмут», в те годы выступавший в Третьем южном дивизионе. В составе «Борнмута» отыграл два сезона, став одним из ключевых игроков и произвёл впечатление на скаута «Ньюкасл Юнайтед» Билла Маккракена — своего футбольного кумира.
В августе 1952 года перешёл в клуб Первого дивизиона «Ньюкасл Юнайтед». За «сорок» Кейси играл в течение шести сезонов, став стабильным игроком основного состава. В составе «Ньюкасла» играл в финале Кубка Англии в 1955 году, в котором со счётом 3:1 был обыгран «Манчестер Сити». Всего в общей сложности сыграл за «Ньюкасл» 134 матча и забил 10 голов.
Летом 1958 года перешёл в «Портсмут»; сумма трансфера составила 8500 фунтов стерлингов. После одного сезона за «помпи» перешёл в «Бристоль Сити», в котором играл в течение четырёх сезонов. «Бристоль Сити» в 1960 году вылетел в Третий дивизион, но продолжил играть за эту команду и стал любимцев болельщиков. В 1963 году перешёл в «Глостер Сити», где также занимал должность играющего тренера.

### Карьера в сборной
Дебютировал в сборной Северной Ирландии 20 апреля 1955 года в матче со сборной Уэльса — Северная Ирландия проиграла матч 2:3.
В составе сборной Северной Ирландии играл на чемпионате мира 1958 года, где сыграл в матчах со сборной ФРГ (2:2) и в 1/4 финальном матче со сборной Франции (0:4). Всего за сборную Северной Ирландии сыграл 12 матчей и забил 2 гола.

### Тренерская карьера
Работал играющим тренером «Глостер Сити», «Лисберн Дистиллери» и «Эвертона». С 1975 по 1976 год работал главным тренером «Гримсби Таун». Он работал как главный тренер в Исландии с клубом «Рейкьявик» и в Норвегии с Харстадом. Затем он ушёл из футбольной деятельности и стал торговать рыбой.

### Смерть
Скончался 11 января 2009 года в возрасте 78 лет.

## Достижения
«Ньюкасл Юнайтед»
- Обладатель Кубка Англии (1): 1954/1955